# Balecatur
Balecatur is een bestuurslaag in het regentschap Sleman van de provincie Jogjakarta, Indonesië. Balecatur telt 19.618 inwoners (volkstelling 2010).